# Benedetto Dei
Benedetto Dei (Firenze, 4 marzo 1418 – Firenze, 28 agosto 1492) è stato uno storico italiano vissuto alla corte dei Medici nel XV secolo d.C..

## Biografia
Discendente da una dinastia di orafi, figlio di Domenico di Deo, che aveva avuto l'incarico di ambasciatore presso la corte napoletana, e Taddea di Miliano Salvini, il Dei in giovane età fu colpito da una serie di eventi infausti: rimase orfano di padre (1430) e assistette alla prematura scomparsa di alcuni fratelli.
Con il solo genitore rimastogli e il gemello Miliano intraprese l'attività di mercante. Lo si trova nel 1440 negli elenchi degli iscritti alla corporazione dell'arte della seta, che comprendeva coloro che svolgevano la professione di orafo, e in seguito anche a quella della lana.  
In questo periodo inizia a bazzicare ambienti medicei, negli anni seguenti avrà rapporti con figure come Cosimo e il nipote Lorenzo, che risulteranno significativi nel prosieguo della sua esistenza e inizia a compiere una serie di missioni, visitando diverse importanti realtà italiane (Roma, Venezia e la Milano di Francesco Sforza), entrando in contatto con celebri avventurieri del tempo.
A queste notevoli frequentazioni si contrappone una vita privata priva di relazioni significative: non mantiene rapporti di confidenza nemmeno con il gemello e non prende moglie, fatto piuttosto insolito per un cittadino fiorentino del periodo.
Pur non elevandosi alle massime cariche politiche il Dei dal 1450 è impegnato in diverse attività che gli vengono commissionate dall'amministrazione fiorentina. Senonché due anni dopo lo vediamo commissario Castellina e a Rencine per coordinare la difesa di Firenze dall'assalto delle truppe del re di Napoli appoggiato dai senesi. Si era allora nel pieno del conflitto che vede confrontarsi i più importanti potentati italiani: la Serenissima, la Milano degli Sforza e gli aragonesi di Napoli.
Alla conclusione del conflitto sancito dalla pace di Lodi viene ricompensato dei servigi resi a Firenze con cariche sempre più prestigiose, da bargello a console della corporazione della seta. Gli introiti degli incarichi gli permise un onorevole tenore di vita, che cercò di mantenere con il sostegno di parenti e amicizie.
Nel 1456 il Dei è coinvolto nei fatti che seguirono la rivolta dei Pitti che tentò di deporre Cosimo de' Medici, cui si oppose al fianco e che lo costrinse ad abbandonare la patria, anche se non è certo l'’atteggiamento tenuto in quanto mantenne un comportamento ambivalente.
Per questioni che si suppone economiche, ma non sono escluse motivazioni politiche o ambascerie, intraprende una serie di viaggi che lo condurranno in diverse località esotiche come la corte del sultano ottomano Maometto II o l'africana Timbuktu, che dimostrano un ampio e collaudato sistema relazionale, che coinvolge anche personaggi legati alla concorrente Serenissima. Di Maometto II divenne uno stretto collaboratore, al punto che gli furono offerti incarichi diplomatici.
Nel 1467 avviene il rientro in Italia di cui il Dei mette al corrente a Lorenzo il Magnifico ed è il poeta Pulci che lo accoglie a Pisa. Dei reca con se alcune meraviglie d'oriente, ma l'interesse della corte medicea è rivolta al prezioso materiale geografico e cartografico.
L'eccentricità derivante dalla conoscenza di luoghi esotici fu fonte di derisione da parte dei conoscenti quali il Pulci o Leonardo. Comunque sia, non venne meno la fiducia in lui riposta dai signori di Firenze che gli commissionarono un importante incarico in Francia, nonostante la sua reticenza. Altre missioni di rappresentanza lo portano alla corte milanese dove assiste al battesimo della figlia di Galeazzo Maria Sforza.
Nel 1473 meno impegnato in viaggi, Dei può finalmente dedicare il suo tempo alla sua opera più nota, ovvero la Cronaca. A interrompere l'occupazione dell’autore è il sopravvenire degli eventi noti come la Congiura dei Pazzi e le successive vicende belliche che sconvolsero l'Italia. Alla cessazione delle ostilità fu tentato di passare al servizio di Ludovico il Moro. 
In questi anni Dei intrattiene rapporti con le più importanti casate del nord Italia, di cui diventa confidente. Gli viene affibbiato l’appellativo di "tromba della verità". E terminata la presenza nella città ambrosiana si sposta nelle corti di alcuni dei suoi corrispondenti: lo vediamo dai Bentivoglio a Bologna e presso il signore ferrarese Ercole d'Este.
Tornato a Firenze, vi restò fino alla scomparsa avvenuta il 28 agosto 1492. Riposa cappella di famiglia nella basilica di Santo Spirito.
Dei ha avuto l’onore, assieme ad altri notabili fiorentini, di vedere raffigurata la propria effige da parte del Ghirlandaio negli affreschi presenti dietro l'altare maggiore di Santa Maria Novella.

## Opere
- Benedetto Dei, La cronica: dall'anno 1400 all'anno 1500, a cura di Roberto Barducci, Firenze, Francesco Papafava, 1985.